# Rafel Caldentey i Perelló
Rafel Caldentey i Perelló (Manacor, 1818 – Santa Maria del Camí, 1887) fou un prevere mallorquí i rector de la parròquia de Santa Maria del Camí.
Estudià al seminari de Mallorca i s'ordenà a Gènova (Itàlia). Tornà a Mallorca el 1845 i creà a Manacor una Congregació de Germanes de la Caritat, que més tard serví de model a la que fundà a Sencelles sor Francina Aina Cirer. El 1853 obtingué per oposició la rectoria de Santa Maria del Camí, on dugué a terme una important tasca pastoral. Va fer construir la capella del Roser i una nova rectoria, i cedí l'antiga a les Germanes de la Caritat. Implantà a Mallorca la devoció a la Mare de Déu de Lorda. El 1954 se n'inicià el procés de beatificació.